# تيلاطو
تيلاطو بلدية من بلديات دائرة سقانة بولاية باتنة، تقع على بعد 40 كلم شرق بريكة و45 كلم إلى الجنونب الغربي لباتنة.
تحدها من الشمال بلدية أولاد عوف ومن الشرق عين التوتة ومن الغرب سقانة ومن الجنوب القنطرة.